# Inga chiapensis
Inga chiapensis é uma espécie vegetal da família Fabaceae.
A Inga chiapensis é uma espécie semelhante a I. dasycarp (I. dasycarpum), havendo necessidade de estudos para verificação desta provabilidade.
Árvore alta de floresta úmida sempre verde (evergreen), do norte da Depressão Central no Estado de Chiapas (Depresión Central de Chiapas) até o sul do Estado de Vera Cruz.
O governo do México, nos últimos anos, tem promovido relocação da população para áreas nas aproximidades de Uxpanapa, em Vera Cruz, facilitando o desmatamento, sendo que já desapareceu metade da floresta nativa.